# 立化中学
立化中学（River Valley High School，简称 RVHS）是新加坡一所顶尖的自治中学。 该校成立于1956年，是新加坡首间政府华文中学。该校现为新加坡的11所特选中学之一，并提供六年制直通车课程。
立化中學（River Valley High School）是一所位於新加坡很有名氣的中學，如以學生的學業成績考慮。最近幾年它在新加坡中學中一直名列前茅從2008年起，立化中學迎來了一個新的里程碑。
正式開設6年綜合課程（Integrated Program），又稱新加坡直通車課程，立化中學的學生不再需要考O水準考試。
而是遵循六年綜合課程計劃，然後直接參加劍橋“A”水準考試。2007年最後一批參加O水準考試的學生畢業。

## 发展历史

### 立化政府中文中学
立化中学于1956年成立，原名为新加坡政府华文中学，是新加坡第一所由新加坡联邦政府设立的华文中学。创校初期，学校在位于里峇峇利的成保政府华文小学（Seng Poh Primary School）授课。学校先后更名为女皇镇政府华文中学和立化政府华文中学。

### 成为特选中学
立化中学于1979年成为九所第一批特选中学之一，接纳了第一批英语流的学生。 1986年，立化中学搬迁至西海岸的校舍。由于校舍较小，学校以双班制授课。 立化中学于1993年扩建校舍，添加新的教学楼以应付不断增加的学术需求，学校改回单班制。 立化中学因为优异学术和整体表现，于1994年成为新加坡首批自治学府。 立化中学也于2001年的首届教育部持续成就奖上，成为唯一囊括所有奖项的学府。

### 开办直通车课程
2006年，立化中学正式开办6年制直通车课程。 在该课程下，学生可越过新加坡剑桥普通水准教育文凭（简称GCE O' 水准）考试，直接报考新加坡-剑桥普通教育证书高级水准文凭（简称GCE A 水准文凭）。

## 历届校长
| 任 | 校长英文姓名        | 校长中文姓名 | 就职年份  |
| -- | ------------------- | ------------ | --------- |
| 1  | Mr Suen Y-Chern     | 孙一尘先生   | 1956-1960 |
| 2  | Mr Lim Hui Eng      | 林惠瀛先生   | 1960-1962 |
| 3  | Mr Wong Cheong Chie | 王昌稚先生   | 1962-1964 |
| 4  | Mr Wong Bing Chie   | 王炳绩先生   | 1964-1974 |
| 5  | Mdm Leong Fan Chin  | 梁环清女士   | 1974-1993 |
| 6  | Mr Tham Tuck Meng   | 谭德明先生   | 1993-2003 |
| 7  | Ms Ek Soo Ben       | 易素雯女士   | 2003-2009 |
| 8  | Mr Koh Yong Chiah   | 许永正先生   | 2009-2012 |
| 9  | Mrs Teo Khin Hiang  | 李惠棣女士   | 2012至今  |

## 特色

### 校歌
立化中学是新加坡少数保留纯中文校歌的中学。其校歌与校训“立德立功、化愚化顽”有密切联系。

### 校徽
立化中学的校徽是由学校英文名缩写"RV"组成。 以红蓝两色相互配搭，以白色为底色。校徽的红色象征着光辉的进展和活力，蓝色则象征着坚定，风度和宁静。同时，白色的象征纯洁和接受创新。

### 校服
立化中学的初中校服是新加坡最具特色的校服之一。 男生穿白衬衫的白色短裤，女生穿白衬衫配搭白裙子。 两者的衬衣和衬衫都以红蓝两色绣上立化的英文缩写，"RV"。
立化中学高中部的校服则是是纯白色的衬衫，或衬衫配有蓝色的裙子或者白色的裤子。 所有高中生的衣领上都会带上学校徽章。

### 歌曲创作
立化中学是新加坡本土校园歌曲和新謠的发源地之一，有浓厚的文化气息。 与华中初级学院，裕廊初级学院等著名的新謠发源地一样，立化学子们仍然延续着创作校园歌曲的传统。 2013年，立化毕业生梁伶蔚创作了爱校歌曲《立化情》，成为了学校经典的校园歌曲。2016年，立化历届毕业生联合创作了歌曲《青春彼岸》，以凝聚立化学子求学时的回忆的方式，纪念母校成立六十周年。

## 校园
立化中学位于文礼大道的校园的是所有特选中学中最新的，于2010年正式启用。 校园占地7.64公顷，设有专为直通车课程设计的讲堂等设施，校园具备浓厚的华文风气。

### 立化中学学生宿舍
立化中学学生宿舍由两栋12层和一栋15层楼高的大楼组成，于立化校园毗邻。 宿舍可容纳500名寄宿生和25名教师。 宿舍设有食堂，有互联网设备。 于2017年停止使用。

## 学术信息

### 立化直通车课程（RVIP）
立化于2006年开办6年的直通车课程，让学生直接报考新加坡剑桥高等教育文凭（简称GCE A' 水准）会考。 同时，立化也与德明政府中学、华侨中学、南洋女中、公教中学等学府联合开办双文化课程（简称BSP）。双文化课程主要是培养独立和有兴趣的学生掌握双语技能，并引导学生拥有全球视角，使他们在面对不断变化的时事时能游刃有余。

## 课外辅助活动
课外辅助活动也称课外活动（英文：Co-Curricular Activities，简称CCA）。在新加坡教育体制下，学生必须在中学参加至少一个课外活动。
立化中学共提供27项课外辅助活动，详列如下。
| 表演艺术 | 制服团体（初中部）                                                         | 体育 | 社团                 |
| --- | -------------------------------------------------------------------------- | --- | -------------------- |
| - 舞蹈 - 铜乐队 - 华乐团 - 合唱团 - 弦乐团 - 英文文学、戏剧和辩论学会(ELDDS) - 华文文学、戏剧和辩论学会(CLDDS) - 街舞 | - 学生军 (NCC) - 学生警察团 (NPCC) - 圣约翰救伤队 (SJAB) - 童子军 - 女童军 | - 田径 - 羽毛球 - 篮球 - 地板球 - 无挡板篮球 - 射枪 （高中部） - 足球 （高中部） - 垒球 - 乒乓球 - 网球 - 飞盘 （高中部） - 排球 - 武术 | - 资讯科技和机械技术 |

## 杰出校友

### 公共部门和政治
- 洪茂诚：前国会议员
- 白振华：前国会议员
- 吴明盛：人民力量党创党秘书长；全国团结党前秘书长

### 娱乐
- 钟琴：电视主持人和演员
- 陈建彬：电视节目主持人、演员和喜剧演员
- 鄭彦彦 （下雪）:着名博客作者

### 艺术
- 林耀：音乐总监、新加坡交响乐合唱团；以艺术总监的爱乐乐团、爱乐室内合唱团；头，管弦乐研究和室内音乐、NAFA
- 尤今：突出的作家文化奖章的接收者的文学艺术

### 企业
- Ng Chin Siau：创始人和集团总裁兼首席执行官、Q&M牙科小组 [21]

## 图片展览

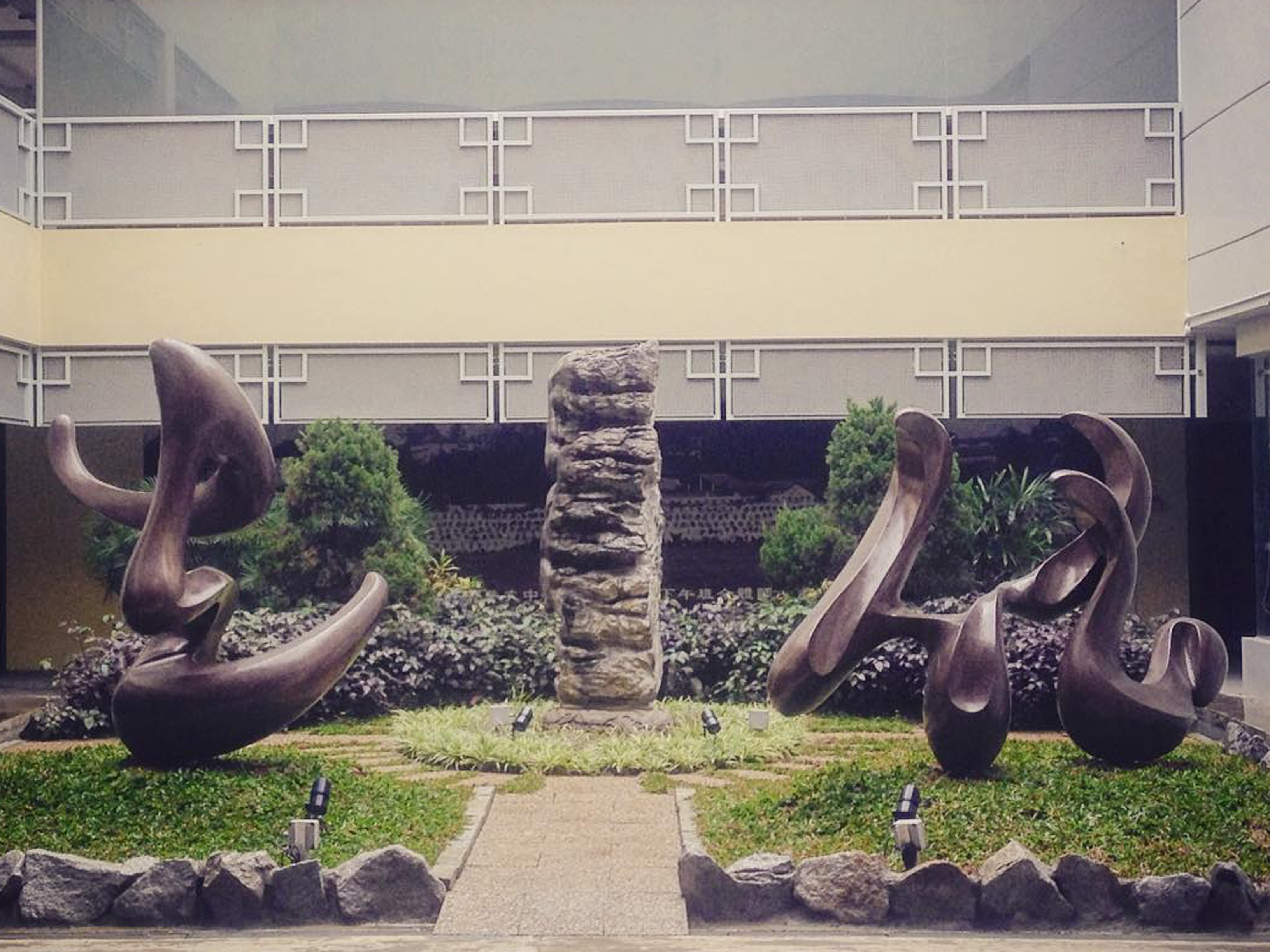
立于立化中学前院的“立化精神”雕刻
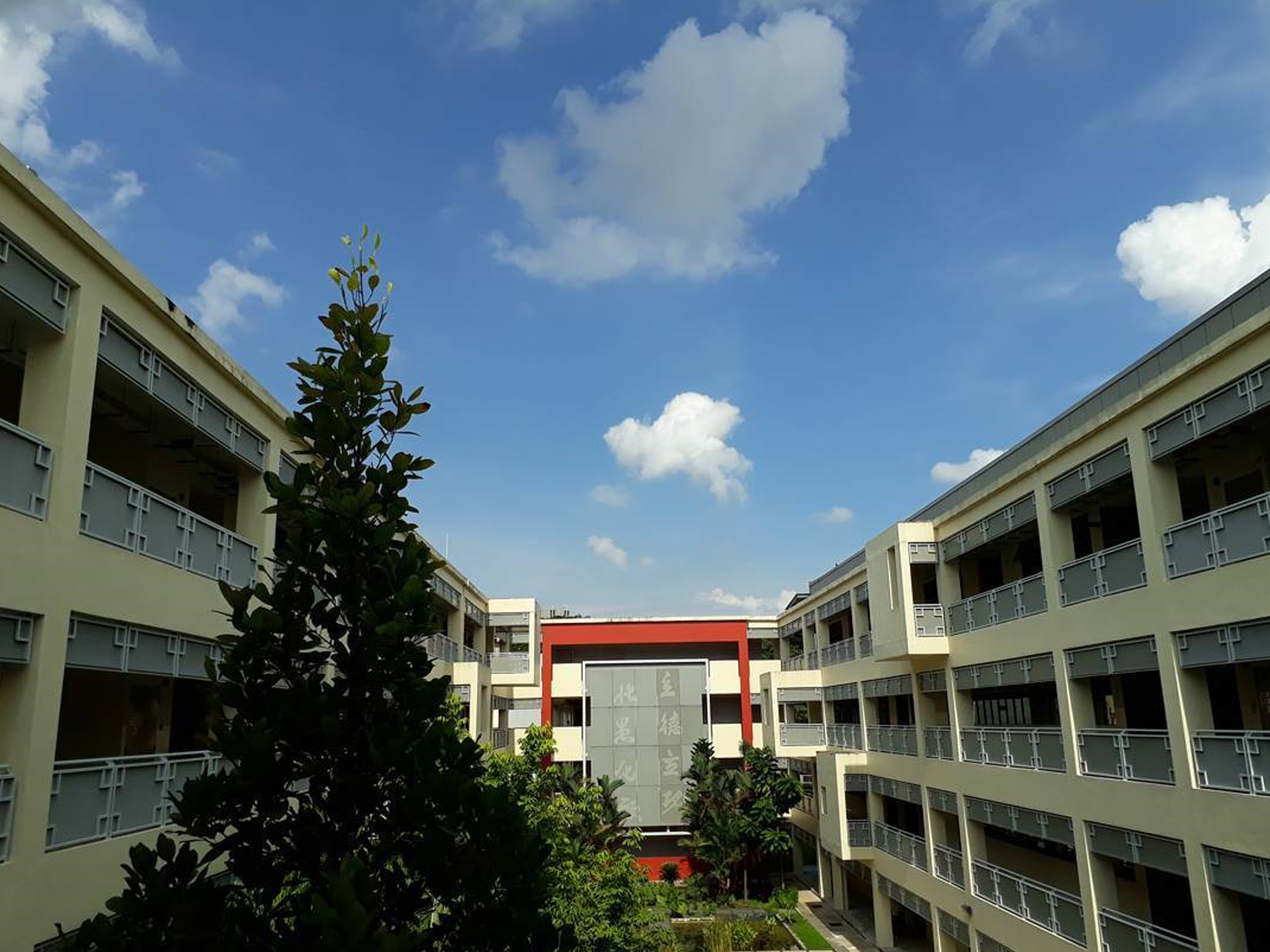
立化中学教学楼
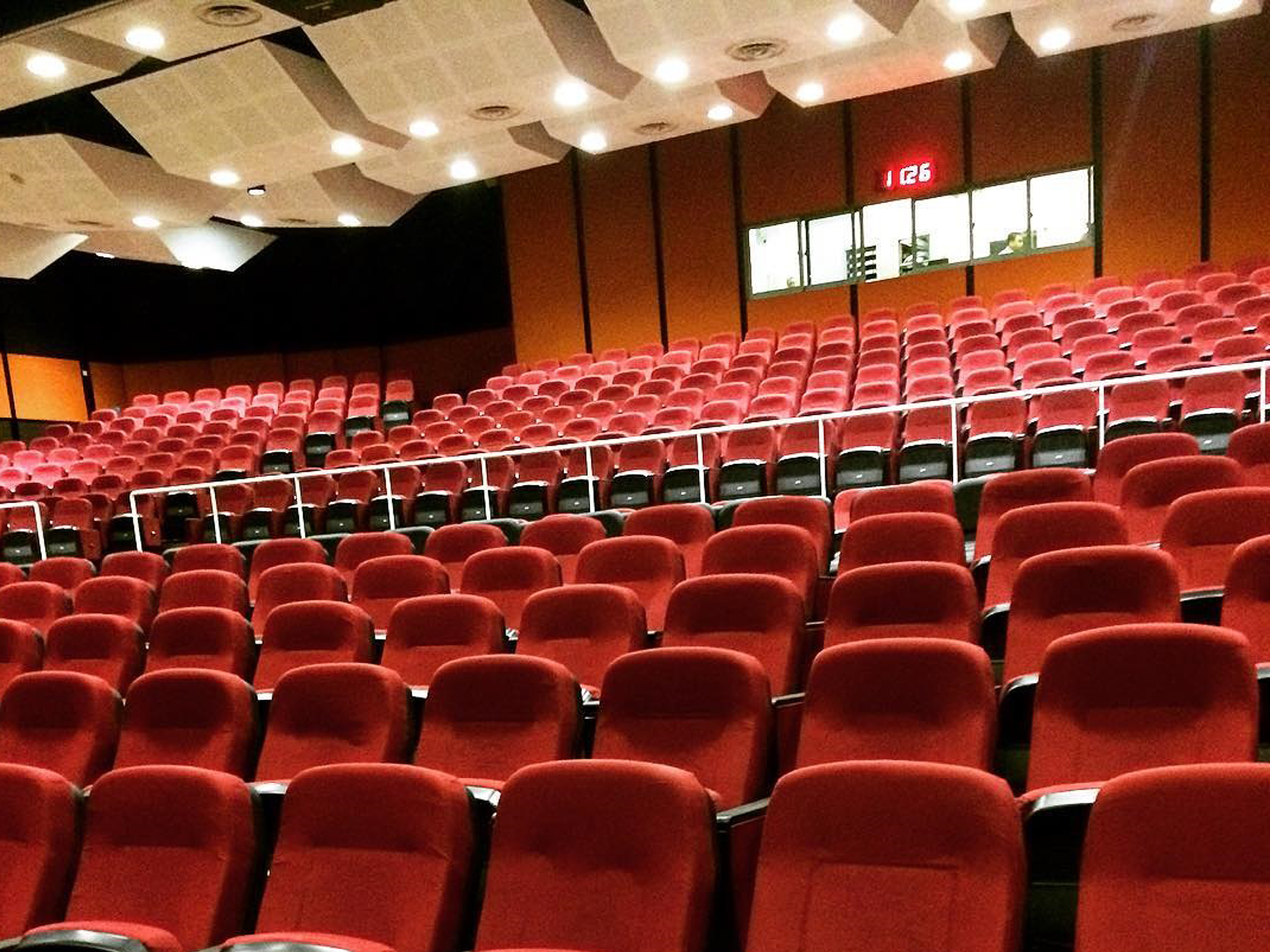
立化中学大讲堂